# Aug-Radisch
Aug-Radisch est une ancienne commune autrichienne du district de Südoststeiermark en Styrie. Elle a été rattachée au bourg de Gnas le 1er janvier 2015.